# Amyclae
Amyclae (Amyclées) est une cité, probablement mythique, du sud du Latium.

## Histoire
Selon Pierre Grimal, la ville était située entre Terracine et Gaète. Sperlonga revendique être ce lieu.
Elle est mentionnée notamment par Virgile, à propos de son roi Camertès, fils de Volcens ; Virgile signale la richesse de son terroir. L'adjectif que Virgile emploie pour parler d'Amyclées est "tacitus", "silencieux". Ce passage peut être interprété de différentes façons, mais fait probablement référence à la future chute de la ville : les habitants ayant reçu l'ordre d'arrêter de lancer de fausses alertes (ce qui semait la panique en permanence), n'osèrent pas annoncer l'arrivée de l'ennemi, qui les écrasa.
La ville fut détruite par une invasion de serpents selon Pline l'Ancien.